# Варюшино (заказник)
Варю́шине — лісовий заказник місцевого значення в Україні. Розташований у межах Веселинівського району Миколаївської області, біля села Варюшине. 
Площа 632 га. Статус присвоєно згідно з рішенням облради № 623 від 25.12.1979 року. Перебуває у віданні ДП «Веселинівське лісове господарство» (Варюшинське лісництво). 
Статус присвоєно для збереження штучно створеного лісового масиву з цінними насадженнями сосни.